# Callopistria rubrivena
Callopistria rubrivena là một loài bướm đêm trong họ Noctuidae.